# 典韦
典韋（2世紀—197年），陳留郡己吾县（今河南省寧陵县）人，東漢末年群雄曹操麾下侍衛武將，因保護曹操而戰死。小說《三國演義》中稱典韋為「古之惡來」。

## 生平

### 早年俠義
早年，襄邑的劉氏與睢陽的李永有仇怨，典韋要為劉氏報仇。但李永為富春長，警備森嚴，典韋便用車載著雞和酒扮作商人，當門打開，典韋取出懷中的匕首，闖入屋刺死李永與其妻，之後徐徐步出，取出車上的刀、戟逃离。因李永居近市集，全市皆驚動，李永手下追來者雖有數百人，但都不敢靠近典韋。走了四五里路，遇到其同伴，成功逃離。於是令不少豪傑知其名。後來張邈舉兵，典韋參軍為士，屬於趙寵之下。190年張邈討伐董卓兵敗後獲得曹操大將夏侯惇賞識，轉為其麾下，多從征戰，砍下敵軍首級很多，因功拜為司馬。

### 濮陽戰敵
194年，呂布趁曹操東征徐州，偷襲兗州，曹操立即還擊呂布。呂布派軍屯兵在濮陽之西四五十里，曹操實行夜襲，殺至明早，呂布率軍解救，三面圍攻曹操。呂布親率大軍從早到午交戰數十次，甚至親自上陣肉搏敵兵，戰況十分激烈。曹操招募壯士衝陣，典韋搶先響應，並募集勇士數十，穿上兩重鎧甲，放棄大楯，手持長撩矛戟出戰。正值西面戰況又急，敵軍弓弩亂發，箭如雨下，典韋不顧險情衝前擋著敵兵，並告訴身邊士卒：「敵人來到我面前十步才叫我。」士卒大叫：「十步了。」之後典韋又喝令：「到五步外再叫我！」眾人皆懼，大叫：「敵人到了！」典韋挾帶十多枝長戟，大吼而起，以戟擲敵、刺敵，所擊者無不血肉橫飛，應手倒地。最後至黎明時分，呂布撤退。而典韦因功被拜為都尉，成為曹操身邊近衛，統領親兵數百人，圍繞主帳棚巡邏。後再遷為校尉。

### 宛城护主
197年，曹操攻宛，張繡投降。曹操十分高興，設宴歡聚。十多日後，張繡反叛，偷襲曹操之營，曹操不敵， 輕騎逃走。典韋擋在門前，令敵軍不能入，張繡軍惟有分散從別門進入。當時典韋身邊的十餘人皆死戰，以一當十，典韋手執長戟左右劈砍擊刺，可是身邊士卒一個個戰死，典韋也身受數十傷，敵人乘機上前要捉他，反被典韋雙手挾著殺死兩人，其餘敵人嚇得不敢上前。典韋再奮而衝前，連殺多人，因傷勢嚴重無法再戰，乃瞪眼大罵，倒地而死。死了半晌，还无一人敢从前门而入。最後張繡軍才敢再上前，割取其頭，互傳觀看，覆軍就視其軀。
曹操退至舞陰，知道典韋戰死，不禁落淚。对众将领说：“我失去了長子（曹昂）和我的愛侄（曹安民），都沒感到傷痛，但我只大哭典韋（的死）啊！”後取回其屍體，對著典韋屍體大哭，把他安葬在襄邑，每次經過其葬地，都用牲口拜祭典韋。243年七月，典韦與夏侯淵、曹洪、曹休、曹真、張遼、樂進、張郃、徐晃、朱靈、鍾繇、華歆、王朗、桓階、陳群、李典、臧霸、文聘、許褚、龐德因功而受到曹芳於曹操廟庭祭祀的禮遇。

## 特徵

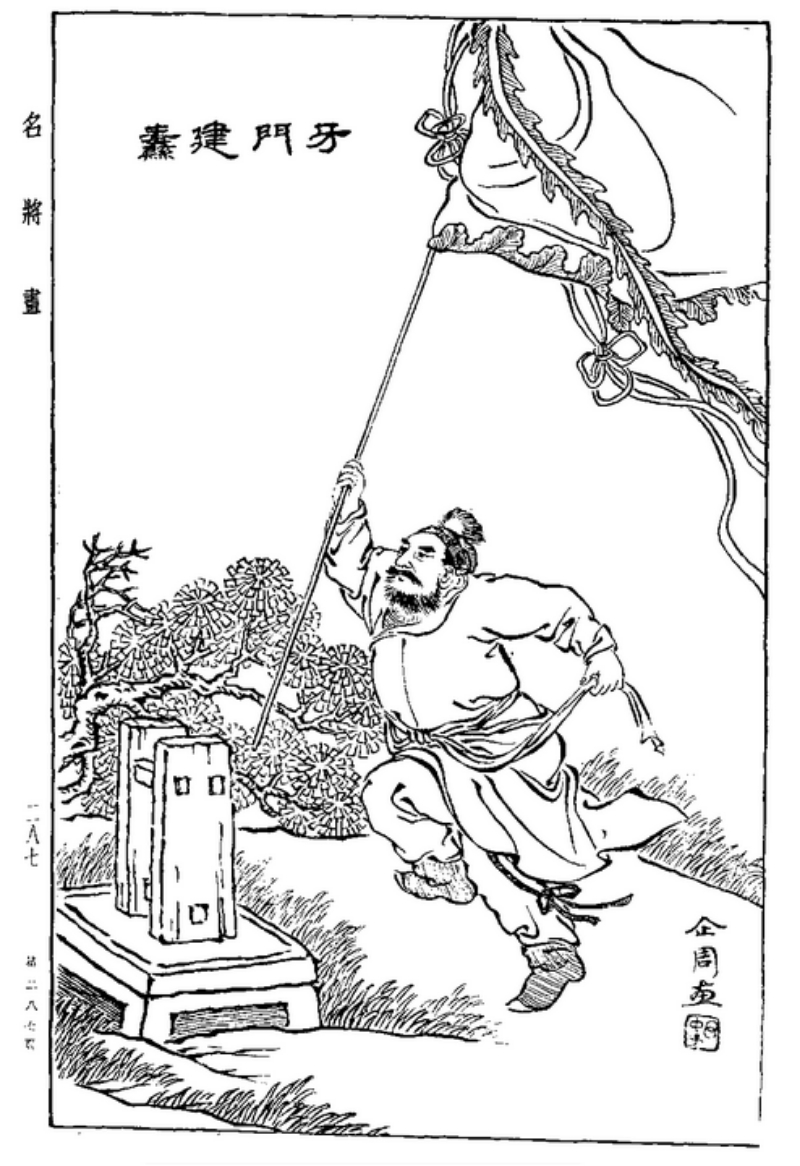
典韋牙門建纛

典韋勇猛不同凡嚮，形貌魁梧，他身邊士卒都十分勇敢，每場戰鬥，都先登陷陣。如戰呂布、宛城之戰都看出其勇武果敢。又如插在營門前的牙門旗（約95公斤），一個普通人根本舉不起，但典韋用一隻手輕易舉起，其力氣過人，受人推崇。而且愛酒食，會與左右部下分享酒食，一起大吃大喝，所以有許多部下，但典韋仍不停供養他們。
為人忠慎穩重、志節任俠，如曾為劉氏報仇。後為曹操近衛，常站著一天侍衛，晚上也在曹操營帳左右睡而不回家。愛持大雙戟與長刀等，軍中都說：「帳下壯士有典君，提一雙戟八十斤。」而曹操在宛設宴，曹操飲酒時，典韋持大斧站在曹操後面，每次有人上前，典韋都舉斧怒視，張繡及其將帥都不敢仰視。

## 家庭

### 子
- 典滿，典韋之子。典韋死後，升為郎中。後曹操思念典韋，再拜典滿為司馬。漢獻帝禪讓，曹丕稱帝，典滿為近侍，封為都尉，賜關內侯。

## 評價
- 陈寿《三國志》評曰：「許褚、典韋折衝左右，抑亦漢之樊噲也。」
- 曹軍士卒：「帳下壯士有典君，提一雙戟八十斤。」
- 張牛：“汉高之得樊哙，廓去妖氛；曹公之有典韦，克宁寰宇。” “昔季布使酒，响振於河东；樊哙饮卮，功高於霸上。典韦长啜，身为时倾，蔡裔雄声，才堪国用。”
- 褚亮：“肃钩陈於中禁，排闾阖而上征，羊祜之握兵机，典韦之统军帐，任寄之重，恩私罕匹。”
- 袁枚《小仓山房外集·赠提督任勇烈公神道碑》以其形容任舉的英勇：“然而公始则霁云断指，继乃公孙洞胸。小白未僵，大黄犹射。又典韦临危之戟，横贯数人。冲张辽已出之围，再呼残卒。浅色黄衫，盖棺之衣早备。玄緌新箧，归元之面如生。可以谓之勇矣，可以谓之烈矣。”
- 潘眉：“典韦雄武壮烈，不在辽、褚下。”
- 毛宗岗：“死典韦足拒生贼军。”
- 羅貫中《三国演义》：“铁戟双提八十斤，濮阳城外建功勋。典韦救主传天下，勇猛当先第一人。”“守护中军帐，英雄独典韦。闻风皆胆裂，望影总魂飞。 猿臂持双戟，彪躯挂铁衣。淯河鏖战死，千古显神机。”“铁戟双提八十斤，威风凛凛镇乾坤。欲将英杰从头数，惟说当年有典韦。”

## 艺术形象

### 戲劇
中國傳統戲曲中典韋的角色，面譜以黄色為主，畫成花三块瓦脸，表示其忠勇、凶猛，眉间勾双戟，為其所用兵器。出場劇目有《战宛城》。

### 影视
- 1994年电视剧《三国演义》：张甲田饰演典韦
- 1999年电视剧《曹操》：马戈饰演典韦
- 2013年电视剧《曹操》：孙玉城饰演典韦

### 動漫遊戲
- 真·三國無雙系列 / 無雙OROCHI系列（光榮公司開發，中井和哉配音）
- 三國演義
- 《火鳳燎原》（陳某）、火鳳燎原外傳小說《敗將》（王貽興）：設定為前「敗將[2]」成員（生卒年164～197），於曹操「奉孝殺戮」時登場，接替受傷之許褚出戰燎原火，並單騎闖入萬軍之中殺害陶謙，於濮陽之戰中在重傷下殺害呂布軍中十多員大將及險些殺害呂布[3]，在宛城之戰中和燎原火交手得勝，被燎原火偷襲斬去半身，後被張繡殺害。
- 《蒼天航路》（王欣太）
- 《王者榮耀》
- 《朕的江山》

## 延伸阅读
[在维基数据编辑]
 《三國志·卷18》，出自陳壽《三國志》
 在维基共享资源阅览影像